# Akira Matsu
Pour les articles homonymes, voir Matsu (homonymie).
Akira Matsu (松あきら, Matsu Akira), née le 3 décembre 1947, est une actrice de théâtre et femme politique japonaise, représentant la préfecture de Kanagawa à la Chambre des conseillers du Japon pour le Kōmeitō. Au théâtre, elle est l'un des grands noms du théâtre Revue Takarazuka, où elle se spécialise dans les rôles masculins. Elle est également nommée dans plusieurs gouvernements, notamment dans le gouvernement Koizumi III au poste de vice-ministre de l'Économie, du Commerce et de l'Industrie.

## Jeunesse et carrière pré-électorale
Matsu naît le 3 décembre 1947, à Kawasaki, dans la préfecture de Kanagawa. Elle effectue ses études au lycée Yokohama Futaba (ja), avant de rejoindre l'école de musique Takarazuka (en) et d'en sortir diplômée. Elle rejoint en 1966 la Revue Takarazuka, une compagnie de théâtre japonaise composée exclusivement de femmes non mariées. Elle fait ses débuts dans la pièce Fantasia, et change plusieurs fois de troupes. 
En 1978, elle devient la tête d'affiche du théâtre,, et se spécialise dans les rôles masculins,. Elle quitte la Revue Takarazuka, après un show d'adieu le 6 décembre 1982. Elle continue sa carrière d'actrice au cinéma et dans des séries,.

## Carrière électorale

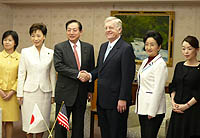
Tom Schieffer, ambassadeur des États-Unis au Japon, entouré d'Akira Matsu, de Kaori Maruya et d'autres membres du Kōmeitō en 2008.

Lors des élections à la Chambre des conseillers du Japon de 1995 (en), elle se présente sous l'investiture du Shinshintō et est élue pour la première fois, dans la préfecture de Kanagawa. Elle est réélue en 2001 au même poste, cette fois sous l'investiture du Kōmeitō, et fait son entrée au gouvernement Koizumi I, au poste de secrétaire parlementaire chargée de l'Économie, du Commerce et de l'Industrie. Elle accède en 2003 au poste de présidente du bureau des femmes du Kōmeitō.
En 2005, elle retrouve un poste gouvernemental, celui du vice-ministre de l'Économie, du Commerce et de l'Industrie, cette fois dans le gouvernement Koizumi III,.
Matsu échoue à se faire réélire en 2007, lors de l'élection de la même année (en), et perd son siège au profit du représentant du PLD Yutaka Kobayashi (ja). Néanmoins, à la suite de scandales de fraude concernant ce dernier, il démissionne moins de trois mois après son élection. Matsu, arrivée derrière lui dans les scrutins, récupère ainsi son siège à la chambre des Conseillers.
En 2011, elle devient vice-présidente du parti Kōmeitō. Elle annonce en 2012 qu'elle ne se représentera pas lors des élections à la chambre des conseillers de 2013, et prendra sa retraite politique. Elle justifie cette décision par l'apparition de certaines fatigues, et déclare qu'un conseiller du Japon doit pouvoir être en pleine forme durant la totalité de son mandat. Elle soutient en 2013 la candidature de Sayaka Sasaki pour la remplacer, cette dernière étant elle aussi membre du Kōmeitō.

## Prises de position
Lors de sa carrière politique, Matsu s'est particulièrement impliquée dans la prévention, la sensibilisation et la mise en place de lois favorisant le dépistage du cancer du col de l'utérus.
Elle s'implique également dans le développement d'énergies renouvelables, notamment la géothermie.

### Biographie
- (ja) Koichi Kobayashi (ja), 宝塚歌劇100年史「虹の橋 渡りつづけて」舞台編, Hankyu Communications (ja),‎ 4 avril 2014, 383 pages (ISBN 9784484146010)